# Rufino (filho de Himério)
Rufino (em latim: Rufinus) foi um romano do século IV, filho do sofista Himério de Atenas e sua esposa, através da qual era supostamente descendente dos filósofos e oradores Minuciano, Nicágoras, Plutarco, Musônio e Sexto. Faleceu muito jovem, quando seu pai estava ausente de Atenas, após mostrar grande promessa como orador. Sua morte foi muito sentida por Himério, que lhe dedicou um extenso treno (Oração 8).